# Wiradjuri
Die Wiradjuri sind ein Stamm der Aborigines, der aus einer Reihe von Aborigine-Clans im zentralen New South Wales in Australien besteht. Seit dem 21. Jahrhundert leben die meisten Wiradjuri-Clans in den Orten Condobolin, Peak Hill, Narrandera und Griffith. Weitere signifikante Populationen befinden sich in Wagga Wagga und Leeton und kleinere Gruppen in West Wyalong, Parkes, Forbes, Cootamundra, Cowra und Young.

## Land
Die Wiradjuri sind der größte Aborigine-Stamm in New South Wales. Sie bewohnten vor der britischen Kolonisation ein etwa 60.000 Quadratkilometer großes Gebiet in diesem australischen Bundesstaat, das von den Blue Mountains im Osten bis nach Hay im Westen, im Norden bis Nyngan und im Süden bis Albury reichte. Ihr Land wird entweder South West Slopes (Süd-West-Abhängen), Central und Southern Tablelands, Capital Country und Riverina genannt. Die Wiradjuri leben seit 40.000 Jahren in diesem Gebiet.
Das Wiradjuri Stammesgebiet wird von ihnen selbst als das Land der drei Flüsse bezeichnet. Es sind dies der Fluss Wambool, der später in Macquarie umbenannt wurde, der Kalare, der heute Lachlan heißt, und der Murrumbidjeri, der heutige Murrumbidgee. Der Murray River formte die südliche Grenze, die vom Waldland ins offene Grasland übergeht und bis zur östlichen Grenze reicht.
Die Inbesitznahme des Landes durch die Wiradjuri kann durch die geritzten Bäume und ihre Campplätze nachvollzogen werden. Geritzte Bäume befinden sich vor allem am Macquarie-River und Lachlan-River im Norden und weniger am Murrumbidgee im Süden. Campplätze wurden saisonal kontinuierlich durch kleine Gruppen belegt und wurden an Flussniederungen, in flachem Land und an Flüssen aufgebaut.
Norman Tindale zitiert Alfred Howitt, der einige der lokalen Gruppen des Stammes beispielsweise erwähnt, die Narrandera (stachelige Echsen), Cootamundra (Kuta-mundra) Kutamun-Schildkröten, Murranbulla oder Murring-bulle (maring-bula, two bark canoes (deutsch: zwei Kanus aus Rinde)). Ihre Dialekte waren in einigen Gebieten unterschiedlich, insbesondere um Bathurst und nahe Albury. Die Wiradjuri sind daran erkennbar, dass sie eine zusammenhängende Gruppe bilden, die einen Zyklus von Zeremonien abhalten und einen Ring bilden. Dieser Zeremonien-Zyklus bildet den Zusammenhang über die in einem weiten Gebiet verstreuten Wiradjuri-Clans.

## Ernährung
Im Sommer ernährten sich die Wiradjuri von Flusskrebsen und Fischen im Fluss, wie dem Murray cod, einer Dorschart. In Dürrezeiten aßen sie Kängurus, Emus und Nahrung, die sie im Land sammelten, einschließlich Früchte, Nüsse, Yamswurzeln, Wurzeln und Wurzelknollen. Die Wiradjuri reisten im Sommer bis in alpine Gebiete Australiens, um die süßen Raupen der Bogong-Falter zu essen.

## Wiradjuri-Sprachen
Die Wiradjurisprache war im Alltag ausgestorben, aber sie wurde von einem der frühen Europäer, einem Anthropologen rekonstruiert, berichten Stan Grant, ein Älterer der Wiradjuri, ein Mitglied des Wiradjuri-Älteren-Rates und auch John Rudder, der Aboriginessprachen im Arnhem Land erforschte. Sie ist ein Teil aus der kleinen Wiradhuric-Sprache der Pama-Nyungan-Sprachfamilie. Der Name der Stadt Wagga Wagga kommt vom Wiradjuri-Wort Wagga und bedeutet Krähe; um von der Mehrzahl von Krähen zu sprechen, wiederholen sie das Wort und Wagga Wagga bedeutet „Platz von vielen Krähen“.

## Europäische Besiedlung
Die Zusammenstöße zwischen europäischen Siedlern und Aborigines waren gewaltsam von 1821 bis 1827, insbesondere um Bathurst. Der Verlust der Fischgründe und weiterer bedeutender Gebiete, die Morde an Aborigines wurde mit Attacken mit Speeren auf Vieh und Viehtreiber beantwortet. In den 1850er Jahren gab es noch einige Kampfhandlungen in der Gegend von Mudgee. Die europäische Besiedlung hielt an und die Bevölkerung der Aborigines sank.

## Name
Die Wiradjuri nennen sich selbst Wirraaydhuurray und unterscheiden in eine nördliche und südliche Aussprache ihres eigenen Namens. Der Name ist abgeleitet von wirraay und bedeutet „nein“ or „nicht“, und ihr Suffix -dhuurray oder -juuray meint „haben“. Dass die Wiradjuri wirraay sagen, wurde als charakteristisches Merkmal ihrer Sprache und einiger weiterer Aborigines-Stämme in New South Wales im Westen der Great Dividing Range angesehen. Sie wurden gleichermaßen benannt nach ihrem eigenen Wort für „nein“.
Der Name wird auf 60 unterschiedliche Weisen geschrieben, etwa:
Waradgeri, Warandgeri, Waradajhi, Werogery, Wiiratheri, Wira-Athoree, Wiradjuri, Wiradhuri, Wiradhurri, Wiraduri, Wiradyuri, Wiraiarai, Wiraidyuri, Wirajeree, Wirashuri, Wiratheri, Wirracharee, Wirrai'yarrai' , Wirrathuri, Wooragurie.

## Wiradjuri-Kultur in der Literatur
Die Kurzgeschichte Death in the Dawntime, die in Buchform erschien, ereignete sich unter den Wiradjuri, bevor die Europäer nach Australien kamen. Sie enthält bedeutsame Besonderheiten der Wiradjuri-Folklore und -Tradition, wie das Ngurupal. Dies ist ein Ritual im Waradjuri-Stammesland, das nur an einem Versammlungsort von weiblichen Wiradjuri stattfinden kann, die vorher zum Mann initiiert wurden. Der Ort ist verboten für Frauen und nichtinitiierte Frauen. Einige der in dieser Geschichte vorkommenden Dialoge sind in Wiradjuri-Sprache. „Death in the Dawntime“ wurde von F. Gwynplaine MacIntyre, einem britischen Autor geschrieben, der Jahre im australischen Outback verbrachte und mit Aborigine-Kulturen in Berührung kam.
In den Novellen Bryce Courtenay und Jessica dreht sich die Handlung um Wiradjuris. Jessica’s bester Freund stammt von den Wiradjuri.

## Bedeutende Wiradjuri
- Turandurey und ihre Tochter Ballandella begleiteten 1836 die Expedition von Thomas Livingstone Mitchell
- Die Älteren der Wiradjuri Isabel Coe und Neville Williams sind führende Aktivisten der Bewegung für die Rechte der Aborigines an Land und setzen sich für den Erhalt der Zeremonienorte und der Landschaft am Lake Cowal ein.
- Windradyne war der Aborigineführer, der aktiv gegen die britische Kolonisation während der Bathurst Wars kämpfte.
- Mum Smith war eine politische Aktivistin für die Rechte der Aborigines im 20. Jahrhundert.
- Linda Burney ist ein Mitglied der Legislative Assembly in New South Wales.
- Paul Coe ist ein Rechtsanwalt und politischer Aktivist.
- Kevin Gilbert war ein Autor im 20. Jahrhundert.
- Evonne Goolagong ist eine der berühmtesten Tennisspielerinnen Australiens.
- Stan Grant ist ein bekannter australischer Journalist.
- Der Wiradjuri-Ältere Stan Grant hat an der Rekonstruktion der Waradjuri-Sprache gearbeitet, und der Ältere Geoff Anderson lehrt Kinder und Erwachsene diese Sprache in Parks.
- Harry Wedge und Brook Andrew sind bekannte Künstler.
- Tara June Winch ist ein Buchautor.
- Jimmy Clements war der Ältere der Wiradjuri, der bei der Eröffnung Old Parliament House in Canberra im Jahre 1927 zugegen war.
- Wally Carr war ein australischer Commonwealth-Boxing-Champion.
- Kirsten Banks ist eine Astrophysikerin, die u. a. durch ihre Auftritte im australischen Radio und Fernsehen bekannt ist und auch auf dem Gebiet der Australischen Indigenen Astronomie forscht.[6]